# Муртым
Муртым (устар. Сылвожанка) — река в России, протекает по Кудымкарскому району Пермского края. Длина реки составляет 10 км.
Начинается к северу от урочища Муртымка, течёт в южном направлении через елово-пихтовый лес и деревни Живые, Буслаева и Тихонята. Устье реки находится в 88 км по левому берегу реки Нердва напротив деревни Пятина.
Основной приток — река Сылвожанка, впадающая справа, ранее считалась истоком реки. Её название происходит от слова языка коми сылвож — 'талый, незамерзающий приток'.

## Данные водного реестра
По данным государственного водного реестра России относится к Камскому бассейновому округу, водохозяйственный участок реки — Кама от города Березники до Камского гидроузла, без реки Косьва (от истока до Широковского гидроузла), Чусовая и Сылва, речной подбассейн реки — бассейны притоков Камы до впадения Белой. Речной бассейн реки — Кама.
Код объекта в государственном водном реестре — 10010100912111100009738.